# Triodontus hova
Triodontus hova är en skalbaggsart som beskrevs av Leon Fairmaire 1868. Triodontus hova ingår i släktet Triodontus och familjen Orphnidae. Inga underarter finns listade i Catalogue of Life.